# 25. februar
25. februar je 56. dan leta v gregorijanskem koledarju. Ostaja še 309 dni (310 v prestopnih letih).

## Dogodki
- 1904 – na Dunaju odprta razstava Slovenskega umetniškega društva Sava
- 1929 – ustanovljena umetniška skupina Zemlja
- 1941 – na Nizozemskem se vrstijo stavke v podporo aretiranih Judov
- 1945 – ameriška vojska zavzame Düren in Jülich
- 1964 – Muhammad Ali postane svetovni prvak v boksu

## Rojstva
- 1259 – Branka Portugalska, princesa, redovnica († 1321)
- 1337 – Venčeslav I., luksemburški vojvoda († 1383)
- 1643  - Ahmed II., sultan Osmanskega cesarstva († 1695)
- 1707 – Carlo Goldoni, italijanski dramatik († 1793)
- 1709 – Jožef Mrak, slovenski gradbenik, geodet († 1786)
- 1778 – José de San Martín, argentinski general († 1850)
- 1841 – Pierre-Augoste Renoir, francoski slikar († 1919)
- 1842 – Karl Friedrich May, nemški pisatelj († 1912)
- 1855 – José Joaquim Cesário Verde, portugalski pesnik († 1886)
- 1861 – Rudolf Steiner, avstrijski antropozof in pedagog († 1925)
- 1866 – Benedetto Croce, italijanski filozof, zgodovinar, politik († 1952)
- 1873 – Enrico Caruso, italijanski tenorist († 1921)
- 1890:
  - Albin Mlakar, slovenski vojak († 1946)
  - Vjačeslav Mihajlovič Molotov, sovjetski politik († 1986)
- 1898 – Ivan Čargo, slovenski slikar († 1958)
- 1901 – Zeppo Marx, ameriški komedijant († 1979)
- 1906 – Domingo López Ortega, španski matador († 1988)
- 1917 – John Anthony Burgess Wilson, angleški pisatelj († 1993)

## Smrti
- 891 – Fudživara Motocune, japonski državnik (* 836)
- 1220 – Albert II., mejni grof Brandenburga (* 1171)
- 1246 – Dafydd ap Llywelyn, valižanski princ (* 1212)
- 1247 – Henrik IV., vojvoda Limburga-Spodnje Lotaringije, grof Berga (* 1200)
- 1265 – Ulrik I., grof Württemberga (* 1226)
- 1305 – Gerhard II. iz Eppsteina, mainški nadškof, knez-elektor (* 1230)
- 1336 – Margiris, litvanski plemič, vojvoda Samogitijcev
- 1547 – Vittoria Colonna, italijanska pesnica (* 1492)
- 1634 – Albrecht Wenzel Eusebius von Wallenstein, češki vojskovodja (* 1583)
- 1713 – Friderik I., pruski kralj (* 1657)
- 1723 – sir Christopher Wren, angleški astronom, matematik, arhitekt, stavbenik (* 1632)
- 1819 – Francisco Manuel do Nascimento, portugalski pesnik (* 1734)
- 1852 – Thomas Moore, irski pesnik (* 1779)
- 1865 – Otto Ludwig, nemški pisatelj, dramatik, kritik (* 1813)
- 1899 – Israel Beer Josaphat - Paul Julius von Reuter, nemško-angleški ustanovitelj tiskovne agencije (* 1816)
- 1920 – Marcel-Auguste Dieulafoy, francoski arheolog, gradbenik (* 1844)
- 1950 – Engelbert Gangl - Rastislav, slovenski pisatelj, pesnik (* 1873)
- 1956 – Marij Kogoj, slovenski skladatelj (* 1892)
- 1957 – Mark Aleksandrovič Landau - Mark Aldanov, ruski pisatelj (* 1889)
- 1964 – Maurice Farman, francoski letalski konstruktor (* 1877)
- 1972 – Hugo Dyonizy Steinhaus, poljski matematik (* 1887)
- 1979 – Heinrich Focke, nemški letalski konstruktor (* 1890)
- 1983 – Thomas Lanier »Tennessee« Williams, ameriški pisatelj, dramatik (* 1911)
- 1999 – Glenn Theodore Seaborg, ameriški kemik, nobelovec 1951 (* 1912)
- 2014 – Paco de Lucía, španski kitarist (* 1947)
- 2017 – Bill Paxton, ameriški filmski igralec in režiser (* 1955)

## Goduje
- sveti Feliks II.
- sveti Tarazij
- sveta Valburga